# LSG Sky Chefs

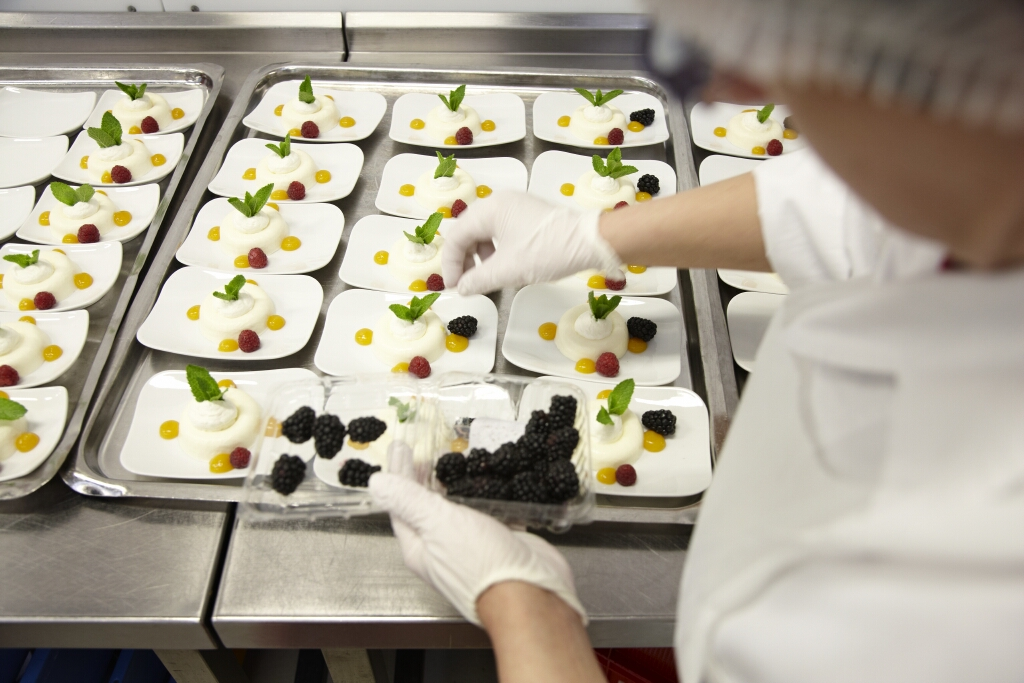
LSG Sky Chefs produz mais de um milhão de refeições por dia em todo o mundo

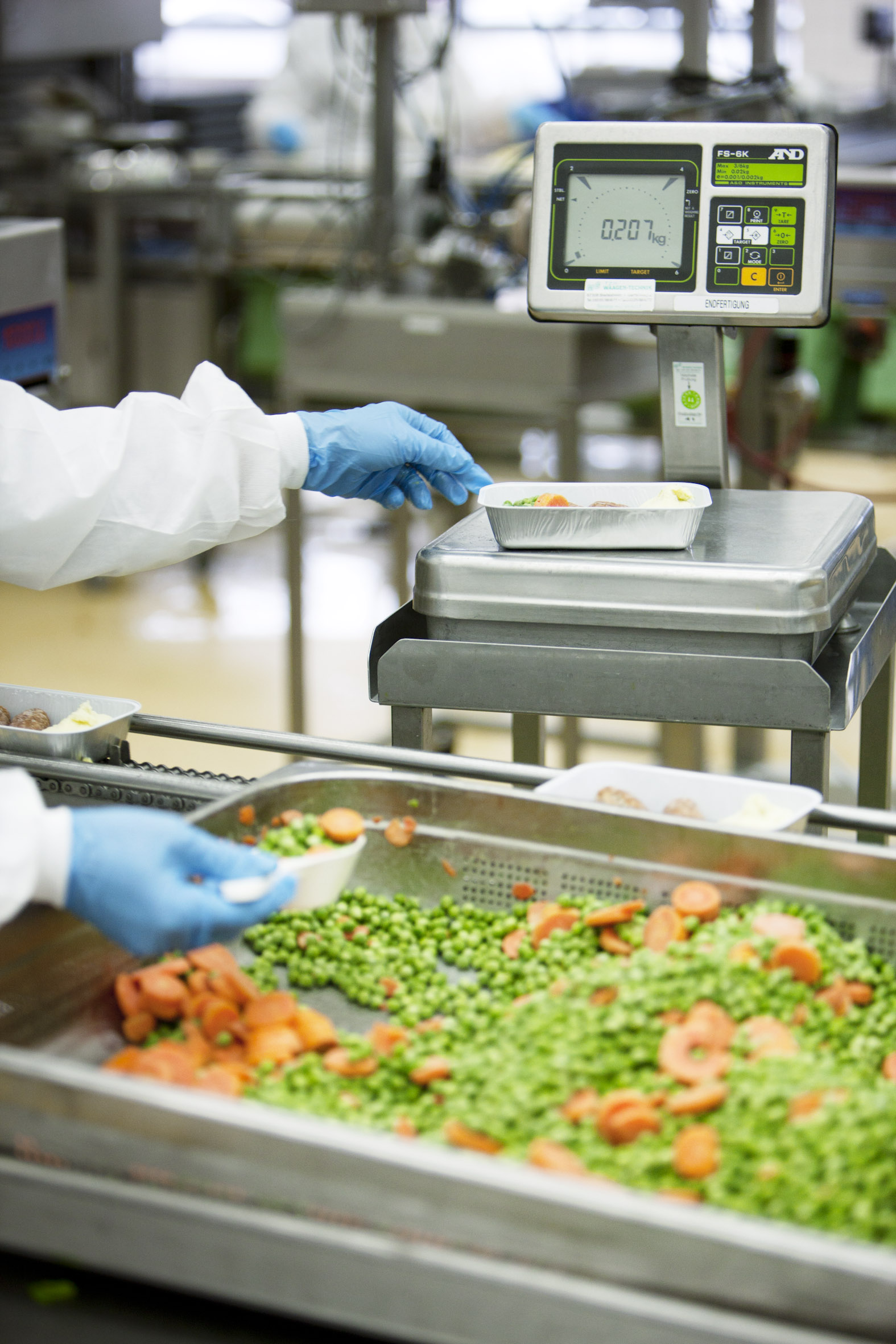
Quando as refeições são preparadas, as especificações detalhadas fornecidas por cada acordo de companhia aérea quanto ao peso precisam ser seguidas

LSG Sky Chefs (nome da marca LSG Lufthansa Service Holding AG) é o maior fornecedor mundial de catering (apesar de a Gate Gourmet reivindicar o título de maior provedor mundial "independente" e serviço de bordo). É uma subsidiária da Deutsche Lufthansa AG. Uma parte da empresa foi anteriormente propriedade da AMR Corporation, empresa-mãe da American Airlines. Sua função principal de negócio é preparar e entregar as refeições, bebidas e lanches para as aeronaves em voos domésticos e internacionais. Além disso, a empresa também fornece serviços estendidos em todos os outros aspectos de serviços de bordo, incluindo a concepção e fornecimento de equipamentos de bordo, logística de voo, gestão de voo, gestão de varejo a bordo e gestão dos lounges de aeroporto.
Sede da empresa mundial está localizado em Neu-Isenburg perto de Frankfurt, Alemanha. Sua sede na América do Norte está localizado em Irving, no Texas, Estados Unidos, onde uma parte da empresa foi fundada em 1942.
LSG Sky Chefs e seus parceiros atendem mais de 300 companhias aéreas em todo o mundo e opera quase 200 centros de atendimento ao cliente em 50 países, produzindo cerca de 460 milhões de refeições por ano.
As companhias aéreas servidas pela LSG Sky Chefs podem variar de aeroporto para aeroporto, mas alguns clientes principais são Lufthansa, American Airlines, Delta Air Lines, Asiana Airlines, Swiss International Airlines, United Airlines, Alaska Airlines, Korean Airlines, e Aeroflot. A LSG Sky Chefs detém cerca de 30% do mercado de catering em todo o mundo.
Uma queda contínua no setor aéreo, em grande parte atribuída aos custos dos combustíveis de aviação, criou muitos desafios para a empresa. Sua receita global tem estado em declínio desde o pico de € 3,1 bilhões em 2002.
A empresa também opera três indústrias / distribuidoras de ultracongelados para distribuição em diferentes partes do mundo em:
- Alzey (Europa, África, Oriente Médio),
- Pittsburgh (América do Norte, Caribe, América do Sul)
- Qingdao (Ásia, Austrália)

Cada local emprega mais de 100 funcionários, com capacidade para fabricar 25 milhões de refeições para seus clientes.
Além disso, a empresa executa operações de varejo de não-alimentos em diversos aeroportos e oferece planejamento de eventos tradicionais e catering.
Um exemplo de um produto não-aéreo que ela produz é sanduíches e saladas em lojas de conveniência 7-11 na América do Norte, fornecido pela sua unidade de Pittsburgh, bem como outras instalações nos EUA. Eles dizem 'Preparado por LSG Sky Chefs' no rótulo.
O nome "LSG" deriva de "Lufthansa Service GmbH", o nome original da empresa que adquiriu a marca Sky Chefs. A empresa planeja fundir suas operações no Reino Unido com a Alpha Airports Group.

## Financeiro
Receita Anual consolidada:
- 2000 : 1100 milhões de euros
- 2001 : 2500 milhões de euros
- 2002 : 3100 milhões de euros
- 2003 : 2700 milhões de euros
- 2004 : 2300 milhões de euros
- 2005 : 2200 milhões de euros
- 2006 : 2300 milhões de euros
- 2007 : 2400 milhões de euros
- 2008 : 2300 milhões de euros
- 2009 : 2100 milhões de euros
- 2010 : 2200 milhões de euros

## História
- 1942 : American Airlines cria a Sky Chefs Inc.
- 1966 : LSG Lufthansa Service GmbH é fundada
- 1985 : Onex Corporation, compra a Sky Chefs
- 1985-2001 : Sob a orientação de Ewout R. Heersink, CFO; Onex Corporation, Sky Chefs se torna a maior empresa de catering de bordo do mundo.
- 1993 : LSG adquire 25% da Sky Chefs
- 1995-2001 : LSG adquire o restante das ações da empresa controladora da Sky Chefs.

## Principais Concorrentes
- Gate Gourmet
- Servair
- Flying Food Group
- Cara Operations
- SATS Catering
- Dnata
- Chelsea Food Services